# Wiktor Siemiaszkin
Wiktor Siemiaszkin (ros. Виктор Семяшкин, ur. 29 grudnia 1947 w Łowozierze w obwodzie murmańskim) – radziecki lekkoatleta, średniodystansowiec.
Zwyciężył w sztafecie 4 × 4 okrążenia na halowych mistrzostwach Europy w 1971 w Sofii (w składzie: Walentin Taratynow, Stanisław Mieszczerskich, Aleksiej Taranow i Siemiaszkin). Zajął 11. miejsce w biegu na 1500 metrów na mistrzostwach Europy w 1971 w Helsinkach. Na halowych mistrzostwach Europy w 1972 w Grenoble zajął 7. miejsce w biegu na 1500 metrów.
Był halowym wicemistrzem ZSRR w biegu na 1500 metrów w 1971 i 1972 oraz brązowym medalistą na tym dystansie w 1975. Jego rekord życiowy w tej konkurencji wynosił 3:40,6 (ustanowiony w 1975).